# Industria mineraria spaziale
L'industria mineraria spaziale è un settore dell'industria mineraria a cui si fa riferimento in tempi recenti intorno alla possibilità di estrarre materie prime da asteroidi near-Earth o da altri corpi celesti. I materiali possono essere estratti da asteroidi o comete spente e riportati a Terra o essere usati nello spazio stesso come materiale da costruzione.

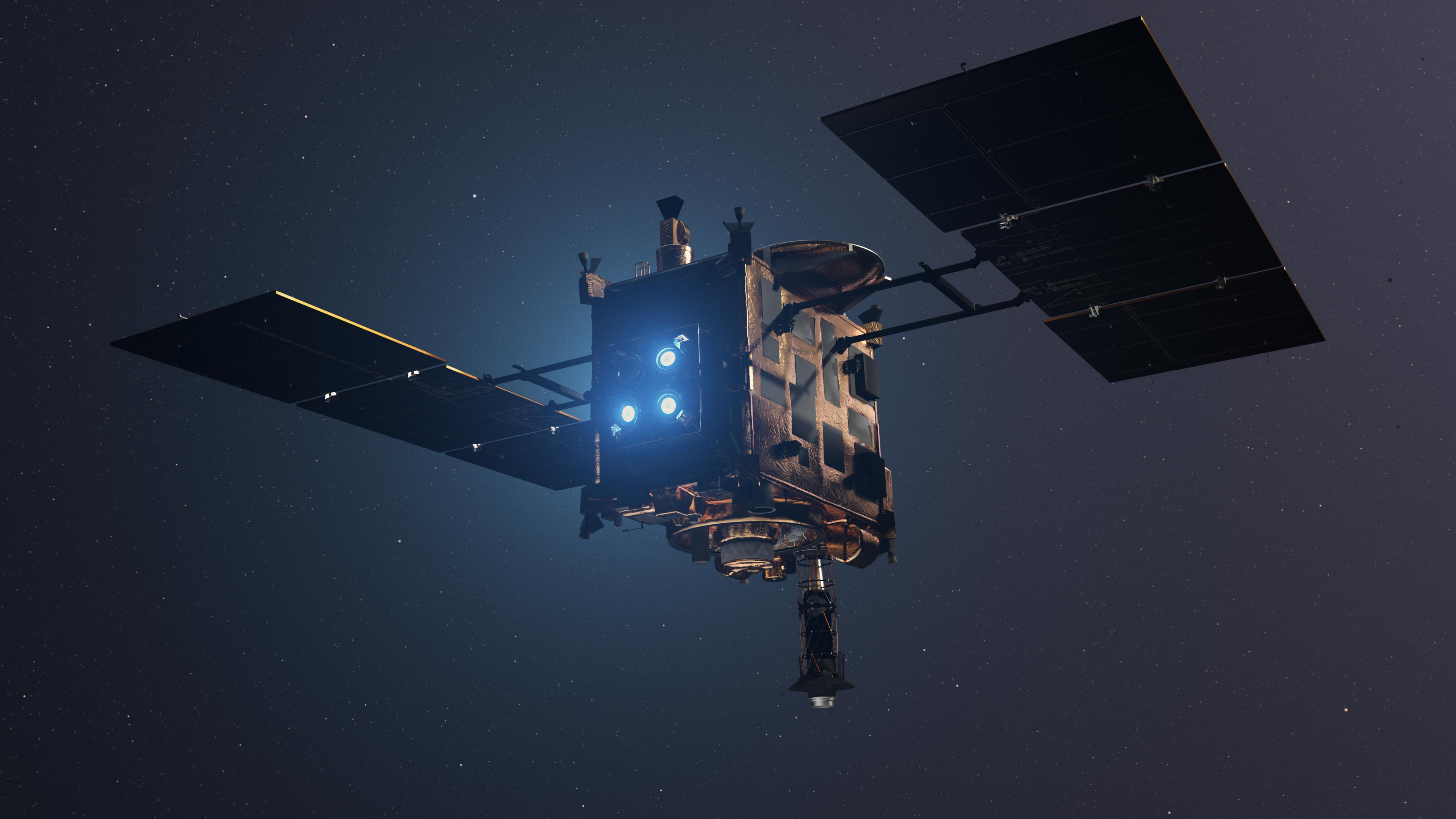
Missione di restituzione del campione (una navicella spaziale con l'obiettivo di raccogliere campioni di materiale da una posizione extraterrestre per portarli sulla Terra per l'analisi) di Hayabusa 2 (3 dicembre 2014 - 5 dicembre 2020).

Tra le risorse che si potrebbero estrarre sono inclusi ferro, nichel, titanio per la costruzione, acqua e ossigeno per sostenere la vita nel sito d'estrazione ed idrogeno come propellente per razzi.
Le missioni di ricerca sul ritorno di campioni di asteroidi illustrano le sfide della raccolta di minerali dallo spazio utilizzando la tecnologia attuale. A partire dal 2021, meno di 1 grammo di materiale di asteroidi è stato restituito con successo sulla Terra dallo spazio. Le missioni in corso promettono di aumentare questa quantità a circa 60 grammi (due once). Le missioni di ricerca sugli asteroidi sono sforzi complessi e restituiscono una piccola quantità di materiale (meno di 1 milligrammo di Hayabusa, 100 milligrammi di Hayabusa 2, 60 grammi di OSIRIS-REx pianificati) rispetto alle dimensioni e alla spesa di questi progetti (300 milioni di dollari Hayabusa, 800 milioni Hayabusa2, 1,16 miliardi OSIRIS-REx).
Dopo un'esplosione di interesse negli anni 2010, le ambizioni di estrazione di asteroidi si sono spostate verso obiettivi a lungo termine e alcune società di "estrazione di asteroidi" si sono orientate verso una tecnologia di propulsione più generica.

## Tecniche di estrazione
- Estrazione mediante raschiatura della superficie
- Estrazione con perforazione[5]
- Rastrelli magnetici
- Riscaldamento
- Estrazione usando il processo di Mond[6]
- Estrazione mediante macchine autoreplicanti[7][8]

## Storia

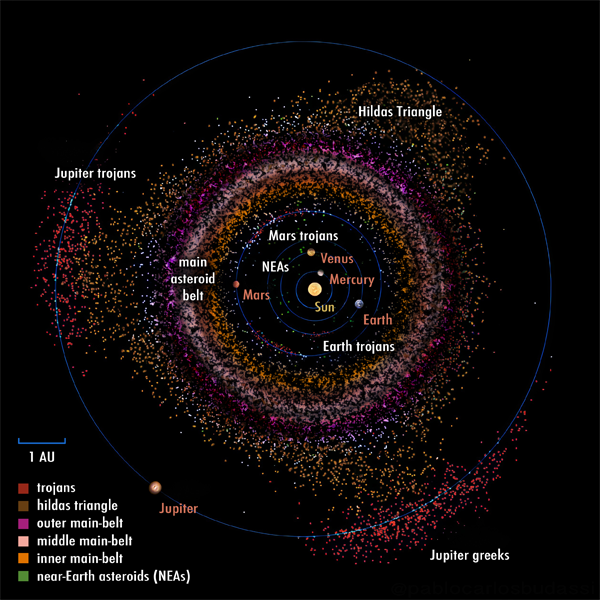
Panoramica degli asteroidi del Sistema Solare Interno fino al Sistema di Giove.

### Prima del 1970
Prima del 1970, l'estrazione di asteroidi esisteva in gran parte nel regno della fantascienza. Storie come Worlds of If, Scavengers in Space, e Miners in the Sky raccontavano storie sui pericoli, i motivi e le esperienze concepiti dell'estrazione di asteroidi. Allo stesso tempo, molti ricercatori nel mondo accademico hanno speculato sui profitti che avrebbero potuto essere ottenuti dall'estrazione di asteroidi, ma non avevano la tecnologia per perseguire seriamente l'idea.

### Gli anni '70
Lo sbarco sulla Luna del 1969 suscitò un'ondata di interesse scientifico per l'attività spaziale umana ben oltre l'orbita terrestre. Con il passare del decennio, sempre più interesse accademico ha circondato l'argomento dell'estrazione di asteroidi. Una buona dose di seria considerazione accademica era mirata all'estrazione di asteroidi situati più vicino alla Terra. In particolare sono stati considerati i gruppi di asteroidi Apollo e Amor. Questi gruppi furono scelti non solo per la loro vicinanza alla Terra ma anche perché molti all'epoca pensavano che fossero ricchi di materie prime che potevano essere raffinate.
Nonostante l'ondata di interesse, molti nella comunità delle scienze spaziali erano consapevoli di quanto poco si sapesse sugli asteroidi e incoraggiarono un approccio più graduale e sistematico all'estrazione di asteroidi.
L'Accordo sulla Luna è stato firmato il 18 dicembre 1979, come parte della Carta delle Nazioni Unite ed è entrato in vigore nel 1984 dopo una procedura di consenso per la ratifica di cinque stati, concordata dai membri della Commissione delle Nazioni Unite sull'uso pacifico dello spazio extra-atmosferico (COPUOS). A settembre 2019, solo 18 nazioni hanno firmato o ratificato il trattato.

### Gli anni '80
L'interesse accademico per l'estrazione di asteroidi è continuato negli anni '80. L'idea di prendere di mira i gruppi di asteroidi Apollo e Amor aveva ancora una certa popolarità. Tuttavia, alla fine degli anni '80 l'interesse per i gruppi di asteroidi Apollo e Amor è stato sostituito dall'interesse per le lune di Marte, Phobos e Deimos.
Organizzazioni come la NASA iniziano a formulare idee su come elaborare i materiali nello spazio.

### Gli anni '90
Emergono nuove ragioni per perseguire l'estrazione di asteroidi. Queste ragioni tendono a ruotare attorno a preoccupazioni ambientali, come i timori per gli esseri umani che consumano eccessivamente le risorse naturali della Terra.
Nello stesso decennio, la NASA cerca di stabilire quali materiali negli asteroidi potrebbero essere preziosi per l'estrazione. Questi materiali includono i metalli liberi.

### Gli anni 2000
Nel settembre 2012, il NASA Institute for Advanced Concepts (NIAC) annunciò il progetto Robotic Asteroid Prospector, che esaminò e valutò la fattibilità dell'estrazione di asteroidi in termini di mezzi, metodi e sistemi.
La tecnologia è stata sviluppata da TransAstra Corporation per localizzare e raccogliere asteroidi con la famiglia di veicoli spaziali Apis, che comprende tre classi di sistemi di volo:
1. Mini Bee è un veicolo dimostrativo di tecnologia sperimentale progettato per mostrare l'approccio brevettato dell'azienda all'estrazione di asteroidi utilizzando l'energia solare concentrata nota come estrazione ottica
2. Honey Bee è una navicella spaziale di medie dimensioni progettata per utilizzare la tecnologia di estrazione ottica per raccogliere asteroidi fino a 10 metri di diametro medio
3. Queen Bee è la più grande navicella spaziale della famiglia Apis, un'evoluzione della Honey Bee che è scalata per consentire la cattura e l'estrazione di asteroidi fino a 40 metri di diametro medio

All'ISDC-San Diego 2013, Kepler Energy and Space Engineering (KESE) ha anche annunciato che avrebbe estratto asteroidi, utilizzando un approccio più semplice e diretto.

#### Regimi legali di alcuni paesi
Nel febbraio 2016, il governo del Lussemburgo ha affermato che avrebbe tentato di "far ripartire un settore industriale per estrarre risorse di asteroidi nello spazio", tra le altre cose, creando un "quadro legale" e incentivi normativi per le aziende coinvolte nel settore. Entro giugno 2016, ha annunciato che avrebbe "investito più di 200 milioni di dollari in ricerca, dimostrazione tecnologica e acquisto diretto di azioni in società che si trasferiscono in Lussemburgo". Nel 2017 è diventato il "primo paese europeo ad approvare una legge che conferisce alle aziende la proprietà di tutte le risorse che estraggono dallo spazio" ed è rimasto attivo nel promuovere la politica pubblica delle risorse spaziali nel 2018.
Nel 2017 Giappone, Portogallo ed Emirati Arabi Uniti hanno stipulato accordi di cooperazione con il Lussemburgo per operazioni minerarie nei corpi celesti.
Nel 2018 è stata creata l'Agenzia spaziale del Lussemburgo. Fornisce supporto finanziario a società e organizzazioni private che lavorano sull'estrazione di asteroidi.

#### Stati Uniti
Alcune nazioni stanno iniziando a promulgare regimi legali per l'estrazione di risorse extraterrestri. Ad esempio, lo "SPACE Act of 2015" degli Stati Uniti, che facilita lo sviluppo privato delle risorse spaziali coerentemente con gli obblighi dei trattati internazionali degli Stati Uniti, è stato approvato dalla Camera dei rappresentanti degli Stati Uniti nel luglio 2015. Nel novembre 2015 è passato anche al Senato. Il 25 novembre il presidente degli Stati Uniti Barack Obama ha firmato la legge HR2262 – US Commercial Space Launch Competitiveness Act. La legge riconosce il diritto dei cittadini statunitensi di possedere le risorse spaziali che ottengono e incoraggia l'esplorazione commerciale e l'utilizzo delle risorse degli asteroidi. Secondo l'articolo § 51303 della legge: 
Un cittadino degli Stati Uniti impegnato nel recupero commerciale di una risorsa di asteroide o di una risorsa spaziale ai sensi del presente capitolo avrà diritto a qualsiasi risorsa di asteroide o risorsa spaziale ottenuta, incluso il possesso, il trasporto, l'uso e la vendita della risorsa di asteroide o della risorsa spaziale ottenuta in conformità con la legge applicabile, compresi gli obblighi internazionali degli Stati Uniti
Il 6 aprile 2020 il presidente degli Stati Uniti Donald Trump ha firmato l'ordine esecutivo sull'incoraggiamento del sostegno internazionale al recupero e all'uso delle risorse spaziali. Secondo l'Ordine:
- Gli americani dovrebbero avere il diritto di impegnarsi nell'esplorazione commerciale, nel recupero e nell'uso delle risorse nello spazio
- gli Stati Uniti non vedono lo spazio come un "bene comune globale"
- gli Stati Uniti si oppongono all'Accordo sulla Luna

## Minerali nello spazio
Man mano che l'esaurimento delle risorse sulla Terra diventa più reale, l'idea di estrarre elementi preziosi dagli asteroidi e restituirli sulla Terra a scopo di lucro, o utilizzare risorse spaziali per costruire satelliti a energia solare e habitat spaziali, diventa più attraente. Ipoteticamente, l'acqua trattata dal ghiaccio potrebbe rifornire di carburante i depositi di propellenti orbitanti.
Sebbene gli asteroidi e la Terra si siano accumulati dagli stessi materiali di partenza, la gravità relativamente più forte della Terra ha attirato tutti gli elementi siderofili pesanti nel suo nucleo durante la sua creazione, ossia più di quattro miliardi di anni fa. In epoca moderna questi metalli vengono estratti dalla crosta terrestre e sono essenziali per il progresso economico e tecnologico. Quindi, la storia geologica della Terra potrebbe preparare il terreno per un futuro di estrazione di asteroidi.
Nel 2006, il Keck Observatory ha annunciato che l'asteroide troiano di Giove chiamato 617 Patroclus, e forse un gran numero di altri asteroidi troiani di Giove, sono probabilmente comete estinte e sono costituite in gran parte da ghiaccio d'acqua. Allo stesso modo, anche le comete della famiglia di Giove e forse gli asteroidi vicini alla Terra che sono comete estinte potrebbero fornire acqua. Il processo di utilizzo delle risorse in situ (ISRU), utilizzando materiali originari dello spazio per il propellente, la gestione termica, il serbatoio, la schermatura dalle radiazioni e altri componenti ad alta massa delle infrastrutture spaziali, potrebbe portare a riduzioni radicali dei costi. Anche se non è noto se queste riduzioni dei costi potrebbero essere ottenute e se raggiunte compenserebbero l'enorme investimento infrastrutturale richiesto.
Dal punto di vista astrobiologico, la prospezione di asteroidi potrebbe fornire dati scientifici per la ricerca dell'intelligenza extraterrestre (SETI). Alcuni astrofisici hanno suggerito che se civiltà extraterrestri avanzate impiegassero l'estrazione di asteroidi molto tempo fa, i segni distintivi di queste attività potrebbero essere rilevabili.

## Selezione di asteroidi

Orbita di Hayabusa 2 (3 dicembre 2014 - 5 dicembre 2020)

Un esempio di potenziale obiettivo per una prima spedizione mineraria di asteroidi è 4660 Nereus, che dovrebbe essere principalmente enstatite. Questo corpo ha un Δ v molto basso rispetto al sollevamento di materiali dalla superficie della Luna. Tuttavia, la restituzione del materiale richiederebbe un viaggio di andata e ritorno molto più lungo.
Sono stati identificati più tipi di asteroidi, ma i tre tipi principali includerebbero gli asteroidi di tipo C, tipo S e tipo M:
1. Gli asteroidi di tipo C hanno un'elevata abbondanza di acqua che attualmente non è utilizzata per l'estrazione mineraria ma potrebbe essere utilizzata in uno sforzo di esplorazione oltre l'asteroide. I costi della missione potrebbero essere ridotti utilizzando l'acqua disponibile dall'asteroide. Gli asteroidi di tipo C hanno anche elevate quantità di carbonio organico, fosforo e altri ingredienti chiave per fertilizzanti che potrebbero essere utilizzati per coltivare cibo.
2. Gli asteroidi di tipo S trasportano poca acqua ma sono più attraenti perché contengono numerosi metalli, tra cui nichel, cobalto e metalli più preziosi, come oro, platino e rodio. Un piccolo asteroide di tipo S di 10 metri contiene circa 650.000 kg (1.433.000 libbre) di metallo con 50 kg (110 libbre) sotto forma di metalli rari come platino e oro.
3. Gli asteroidi di tipo M sono rari ma contengono fino a 10 volte più metallo dei tipi S

Una classe di oggetti facilmente recuperabili (ERO) è stata identificata da un gruppo di ricercatori nel 2013. Dodici asteroidi costituivano il gruppo inizialmente identificato, e tutti potevano essere potenzialmente estratti con la tecnologia missilistica odierna. Dei 9.000 asteroidi ricercati nel database NEO, questi dodici potrebbero essere tutti portati in un'orbita accessibile dalla Terra modificando la loro velocità di meno di 500 metri al secondo (1.800 km/h; 1.100 mph). La dozzina di asteroidi hanno dimensioni comprese tra 2 e 20 metri (da 10 a 70 piedi).

### Catalogazione degli asteroidi
La B612 Foundation è una fondazione privata senza scopo di lucro con sede negli Stati Uniti, dedicata alla protezione della Terra dagli attacchi di asteroidi. In quanto organizzazione non governativa, ha condotto due linee di ricerca correlate per aiutare a rilevare gli asteroidi che un giorno potrebbero colpire la Terra e trovare i mezzi tecnologici per deviare il loro percorso per evitare tali collisioni.
L'obiettivo della fondazione nel 2013 era progettare e costruire un telescopio spaziale per la ricerca di asteroidi finanziato privatamente, chiamato Sentinel, sperando nel 2013 di lanciarlo nel 2017-2018. Il telescopio a infrarossi del Sentinel, una volta posizionato in un'orbita simile a quella di Venere, è progettato per aiutare a identificare gli asteroidi minacciosi catalogando il 90% di quelli con diametri superiori a 140 metri (460 piedi), oltre a rilevare oggetti più piccoli del Sistema Solare. Dopo che la NASA ha terminato il suo accordo di finanziamento da 30 milioni di dollari con la Fondazione B612 nell'ottobre 2015 e la raccolta fondi privata non ha raggiunto i suoi obiettivi, la Fondazione alla fine ha optato per un approccio alternativo utilizzando una costellazione di veicoli spaziali molto più piccoli che è allo studio a giugno 2017. È stata invece proposta la NEOCam della NASA/JPL.

## Considerazioni minerarie
Ci sono quattro opzioni per il mining:
1. Produzione nello spazio (ISM)[64], che può essere abilitata dal biomining[65].
2. Portare materiale grezzo asteroidale sulla Terra per l'uso.
3. Elaborare in loco per riportare solo i materiali lavorati e forse produrre propellente per il viaggio di ritorno.
4. Trasportare l'asteroide in un'orbita sicura attorno alla Luna o alla Terra o alla ISS[46]. Ciò può ipoteticamente consentire l'utilizzo e lo spreco della maggior parte dei materiali[43].

### Fattibilità finanziaria
Le iniziative spaziali sono ad alto rischio, con lunghi tempi di consegna e ingenti investimenti di capitale, e questo non è diverso per i progetti di estrazione di asteroidi. Questi tipi di iniziative potrebbero essere finanziati tramite investimenti privati o tramite investimenti governativi. Per un'impresa commerciale può essere redditizia fintanto che i ricavi guadagnati sono maggiori dei costi totali (costi per l'estrazione e costi per il marketing). I costi che coinvolgono un'impresa mineraria di asteroidi sono stati stimati in circa 100 miliardi di dollari nel 1996.
Ci sono sei categorie di costo considerate per un'impresa mineraria di asteroidi:
1. Costi di ricerca e sviluppo
2. Spese di esplorazione e prospezione
3. Costi di costruzione e sviluppo delle infrastrutture
4. Costi operativi e di ingegneria
5. Costi ambientali
6. Costo del tempo

## Progetti minerari falliti
Il 24 aprile 2012, gli imprenditori miliardari hanno annunciato un piano per estrarre asteroidi per le loro risorse. L'azienda si chiamava Planetary Resources ei suoi fondatori includono gli imprenditori aerospaziali Eric Anderson e Peter Diamandis. I consulenti includevano il regista ed esploratore James Cameron e gli investitori includevano l'amministratore delegato di Google Larry Page. Il suo presidente esecutivo era Eric Schmidt. Hanno pianificato di creare un deposito di carburante nello spazio entro il 2020 utilizzando l'acqua degli asteroidi, suddividendola in ossigeno liquido e idrogeno liquido per il carburante dei razzi. Da lì, avrebbe potuto essere spedito in orbita terrestre per rifornire di carburante satelliti commerciali o veicoli spaziali. Nel 2020 il programma è stato sciolto e tutti i beni hardware sono stati venduti all'asta.
La tecnologia del telescopio è stata proposta da Planetary Resources per localizzare e raccogliere questi asteroidi ha portato tre diversi tipi di satelliti:
1. Arkyd Series 100 (il telescopio spaziale Leo) è uno strumento meno costoso che verrà utilizzato per trovare, analizzare e vedere quali risorse sono disponibili sugli asteroidi vicini.
2. Satellite Arkyd Serie 200 (l'Interceptor) che avrebbe attirato effettivamente sull'asteroide per ottenere un'analisi più approfondita delle risorse disponibili.
3. Satellite Arkyd Series 300 (Rendezvous Prospector) sviluppato per la ricerca e la ricerca di risorse nello spazio più profondo.

Nel 2018 tutti i piani per la tecnologia del telescopio spaziale The Arkyd sono stati abbandonati e le risorse Planetary Resources sono state acquisite ConsenSys, una società blockchain senza obiettivi per lo spazio pubblico.
Deep Space Industries fu fondata nel 2013 da David Gump, che aveva fondato altre società spaziali. All'epoca, la società sperava di iniziare la ricerca di asteroidi adatti all'estrazione mineraria entro il 2015 ed entro il 2016 di restituire campioni di asteroidi sulla Terra. Deep Space Industries prevedeva di iniziare l'attività mineraria entro il 2023. L'azienda ha venduto propulsori ad acqua, e nel 2019 è stata acquisita da Bradford Space, una società che si occupa di sistemi in orbita terrestre e componenti di volo spaziale.

## Impatto ambientale
L'impatto positivo di una attività mineraria spaziale è stata congetturata come abilitante nel trasferire le attività industriali verso lo spazio come la generazione di energia. È stata sviluppata un'analisi quantitativa dei potenziali benefici ambientali dell'estrazione di acqua e platino nello spazio, dove potrebbero concretizzarsi grandi benefici potenziali, a seconda del rapporto tra il materiale estratto nello spazio e la massa lanciata nello spazio per estrarli.

## Nella finzione
La prima menzione dell'estrazione di asteroidi nella fantascienza è arrivata nel racconto di Garrett P. Serviss Edison's Conquest of Mars, pubblicato sul New York Evening Journal nel 1898.
Il film del 1979 Alien, diretto da Ridley Scott, presenta l'equipaggio della Nostromo, un'astronave commerciale in viaggio di ritorno sulla Terra che trasporta una raffineria e 20 milioni di tonnellate di minerale minerale estratto da un asteroide.
Il romanzo di CJ Cherryh del 1991, Heavy Time, si concentra sulla difficile situazione dei minatori di asteroidi nell'universo Alliance-Union, mentre Moon è un film drammatico di fantascienza britannico del 2009 raffigurante una struttura lunare che estrae il combustibile alternativo elio-3 necessario per fornire energia sulla terra. È stato notevole per il suo realismo e dramma, vincendo numerosi premi a livello internazionale.
Diversi videogiochi di fantascienza includono l'estrazione di asteroidi. Ad esempio, nell'MMO spaziale, EVE Online, l'estrazione di asteroidi è una carriera molto popolare, grazie alla sua semplicità.
Nella serie di romanzi The Expanse, l'estrazione di asteroidi è una forza economica trainante dietro la colonizzazione del sistema solare.
Il romanzo Delta-v di Daniel Suárez del 2019 descrive come si potrebbe ottenere l'estrazione di asteroidi con la tecnologia odierna, dato un investimento audace di un'enorme quantità di capitale per costruire un veicolo spaziale sufficientemente grande.

## Galleria d'immagini

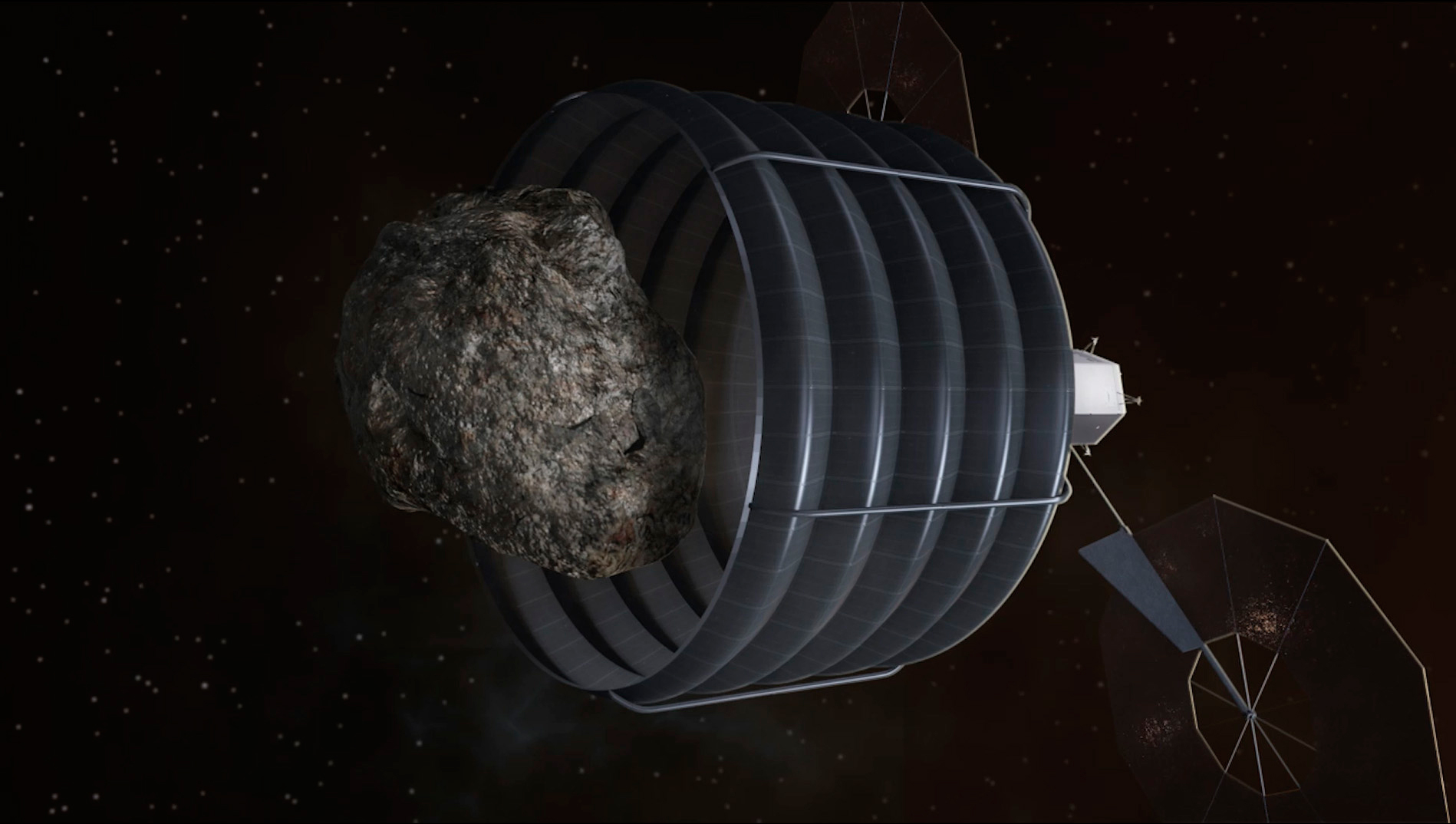
Illustrazione della proposta di cattura di un asteroide fatta dal Keck Institute for Space Studies realizzata per l'Asteroid Redirect Mission (ARM), nota anche come Asteroid Retrieval and Utilization (ARU), missione poi cancellata[90].
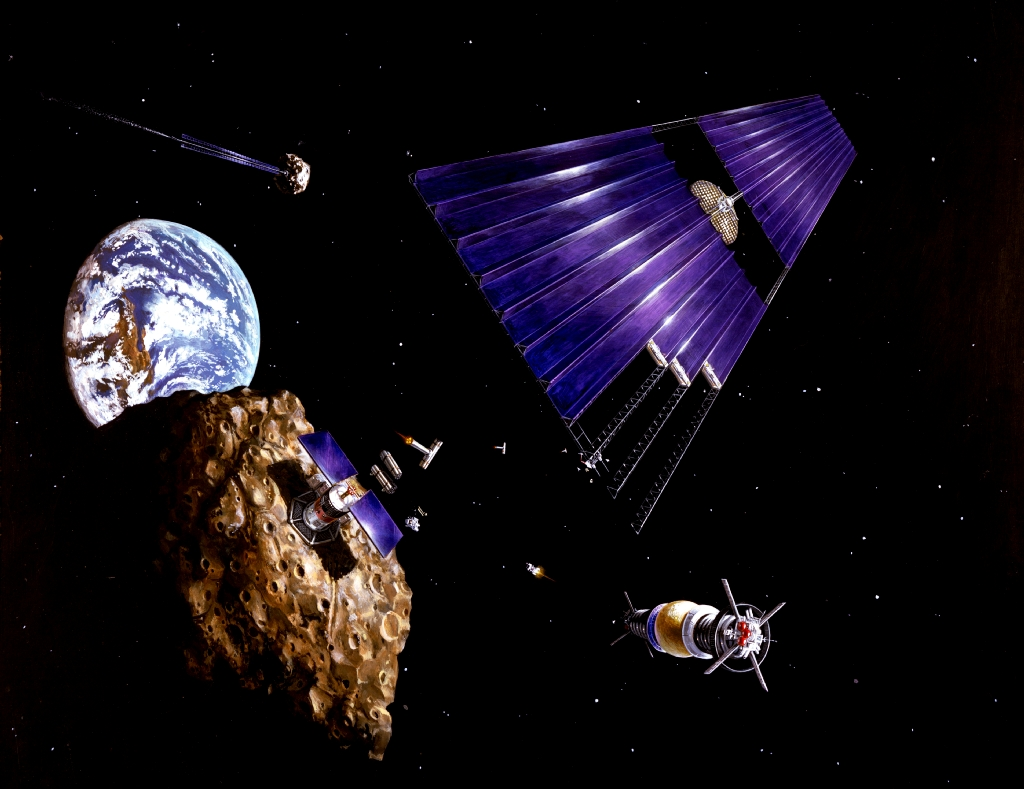
Concetto artistico degli anni '70 dell'estrazione di asteroidi
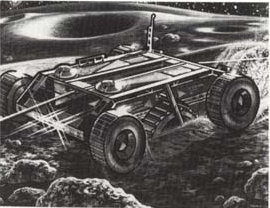
Concetto artistico di un veicolo minerario di asteroidi del 1984
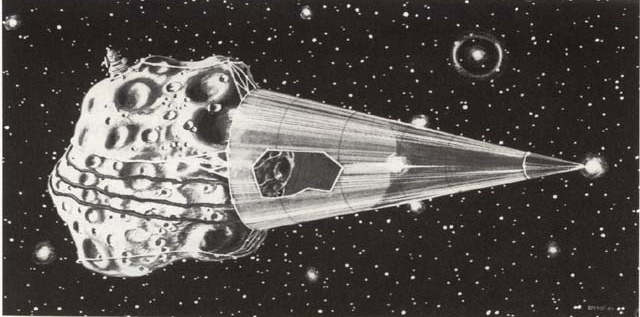
Concetto artistico di un asteroide mosso da un cavo spaziale